# 1459

## Esdeveniments
Països Catalans
- Publicació de l'Espill, de Jaume Roig.

Resta del món
- Fundació de Jodhpur.
- Vlad Ţepeş empala més de 500 adversaris.
- Mapamundi de Fra Mauro.

## Naixements
Països Catalans
Resta del món
- 1459 - Utrecht, Holanda: Adrià d'Utrecht, regent de Castella (1520-1522) (m. Roma, Itàlia 1523).

## Necrològiques
Països Catalans
- 29 d'agost, València:Tecla de Borja, noble dama i escriptora valenciana (n. 1435).[1]

- Ausiàs March.

Resta del món
- Kuringen (Principat de Lieja) - Joan VIII de Heinsberg, príncep-bisbe de Lieja